# Nowy Browar Poznański
Nowy Browar Poznański (niem. Neue Posener Bierbrauerei) – browar działający w latach 1872–1918, usytuowany był przy ul. Herdera (niem. Herderstrasse), późniejsza ul. Jana i Jędrzeja Śniadeckich, na Łazarzu w Poznaniu.

## Historia
Browar w tym miejscu założono w 1872 roku. Browar funkcjonował po sąsiedzku z popularnym wówczas ogródkiem rozrywkowym „Feldschloss” (Polny Zameczek), który powstał na terenach należących do browaru. Inicjatorem powstania browaru i jego pierwszym dyrektorem był Gottlob Hoffmann, który na sąsiedniej działce założył park w 1866 roku i zbudował lodownię dla swego browaru przy Św. Marcinie, na której potem nadbudował établissement „Feldschloss”. Browar postawiło Poznańskie Akcyjne Towarzystwo Browarowe. Pod koniec XIX wieku browar jest  największym producentem piwa w Powiecie Poznańskim. Warzy lagera metodą bawarską, po monachijsku – piwo Monopol, Zamkowe na sposób kulmbaski. Ostatnią nazwą browaru jest Neue Posener Brauerei – Nowy Browar Poznański Towarzystwo Akcyjne, którą to nazwę widać na elewacji odremontowanego budynku. Możliwe, że w momencie uruchomienia nazwa brzmiała Feldschloß-Brauerei.
W 1892 roku browar i słodownię, za kwotę miliona marek kupiło dwóch bankierów pochodzących z Monachium, J. Neu i Rosenbuch. Zmieniono wówczas nazwę na Neue Posener Bairische Bierbrauerei und Malzfabrik J.Neu. Około 1898 roku nowymi właścicielami firmy zostali berlińscy bankierzy Oskar Heimann i Julius Kuznitzky.
Warzono tu piwo specjalne „Residenzbräu”, poznański kulmbacher „Schlossbräu”, „Monopol-Bock” i „Urbock”.
Dotychczasowi właściciele zamknęli browar w 1918 roku. Zakład został przejęty przez spółkę akcyjną Browary Huggera, które ulokowały w nim słodownię i magazyny. W latach 1927–1929 przeprowadzono przebudowę budynku browaru na cele gastronomiczne, aby w 1929 roku otworzyć w nim „Restaurację Centralną PeWuKi”, największy wówczas lokal gastronomiczny w Polsce. Całość tworzyła kilkupoziomowa restauracja z dancingiem i teatrem rewiowym. Do przełomu lat 80. i 90. przy ul. Śniadeckich 12 funkcjonował zakład produkcyjny Lechii, w którym produkowano kremy i wody po goleniu, a następnie w pomieszczeniach browaru mieścił się klub dyskotekowy „Disco Club Browar”, który działał do końca lat 90. XX wieku.
Działki z zabudowaniami browaru przejął fundusz inwestycyjny Garvest Real Estate, którego plany przewidywały budowę w tym miejscu m.in. budynków mieszkalnych. Projekt został jednak zarzucony.